# 高木宏夫
高木 宏夫（たかぎ ひろお、1921年6月11日 - 2005年8月27日）は、日本の宗教学者。

## 経歴
大阪府出身。皇學館大学卒、
1949年（昭和24年）東京帝國大學文学部宗教学科卒、同年東京大学東洋文化研究所助手、1956年第一回姉崎記念賞（現・日本宗教学会賞）を受賞、1958年（昭和33年）東洋大学社会学部助教授、教授。同井上円了記念学術センター初代所長。1992年（平成4年）定年退任、名誉教授。

## 著書
- 『新興宗教 大衆を魅了するもの』講談社ミリオン・ブックス 1958
- 『日本の新興宗教 大衆思想運動の歴史と論理』岩波新書 1959
- 『井上円了の世界 初代所長論文集』東洋大学井上円了記念学術センター 2005
- 『高木宏夫著作集』全3巻　フクイン　2006

1(日本の新興宗教)
2(近代日本の宗教)
3(天皇制/真宗教団)

### 編
- 『人間性回復への道 同朋の会・運動までの一典型』編 法蔵館 1977
- 『行証に生きる人 同朋会運動の問題点』編 法蔵館 1978
- 『井上円了の思想と行動』編 東洋大学創立100周年記念論文集 1987
- 『井上円了の教育理念 歴史はそのつど現在が作る』東洋大学井上円了記念学術センター編 三浦節夫共著 東洋大学 1987

## 注
1. ↑  『現代日本人名録』
2. ↑  高木宏夫氏死去
3. ↑  高木宏夫『出身県別 現代人物事典 西日本版』p922 サン・データ・システム 1980年
4. ↑  『東洋文化研究所の五十年』
5. ↑  姉崎記念賞｜日本宗教学会